# Гонсалес, Хосе
Хосе Гонсалес (исп. José Gabriel González, род. 1978) — шведский певец, гитарист и автор песен аргентинского происхождения, работающий в жанре инди-фолк.

## Карьера
Хосе Гонсалес родился в 1978 году в Гётеборге (Швеция), в аргентинской семье.
Он начал свою музыкальную карьеру басистом в одной из местных хардкор-групп. Играл во второй и в третьей рок-банде, а потом во время работы над докторской диссертацией по биохимии выпустил свой первый сольный альбом «Veneer». 
Гонзалез не колебался, выбирая между академической стезей и карьерой музыканта. Учеба в университете привела его в аспирантуру. Вскоре перед Гонзалезом встал выбор: продолжать научные занятия биохимией или же избрать карьеру музыканта. По словам самого Гонзалеза выбор был не слишком труден: жизненный стиль музыканта привлекал его больше. 
В 2001 г. звукозаписывающая фирма «Какофон» выпустила сольный сингл c записями «Hints» и «Deadweight on Velveteen». Теперь это раритет, обладать которым мечтают многие коллекционеры.
В 2003 г. в Швеции вышли долгоиграющий диск «Crosses» и дебютный альбом «Veneer». И вскоре выступления потребовали от него и того времени, которое он проводил в лаборатории, а единодушная критика в это время до небес превозносила «Veneer». 
В Великобритании «Veneer» отметился в горячей десятке поп-чарта, как и промосингл «Heartbeats», который неожиданно приобрел огромную популярность во всем мире, после того как прозвучал в рекламном ролике компании «Sony». Два года спустя этот диск вышел в других странах Европы и в Штатах.
В 2015 году была представлена игра Life is Strange, в которой присутствует композиция Crosses.
В 2013 году компанией 20th Century Fox был представлен фильм Невероятная жизнь Уолтера Митти,  в саундтреке этого фильма присутствуют следующие композиции Хосе Гонсалеса :
- Step Out

- Stay Alive

- Dream

В 2019 году телеканал Hulu выпустил сериал В поисках Аляски, в первой серии которого была использована композиция Crosses.

### Альбомы
- Veneer (октябрь 2003)
- In Our Nature (сентябрь 2007)
- Vestiges and Claws (февраль 2015)
- Local Valley (сентябрь 2021)

### Мини-альбомы
- Crosses
- José González & Jens Lekman Split Tour Single
- Remain
- Stay in the Shade
- Australian Tour EP
- B-Sides Collected EP
- 3 EP Collection
- José González & Promise and the Monster Split Tour Single

### Синглы
- Heartbeats
- Laura, Laura
- Crosses
- Hand on Your Heart
- Down the Line
- Killing for Love
- Teardrop